# Mavis Lever
Mavis Batey (née Lever) (née le 5 mai 1921 - morte le 12 novembre 2013) est une historienne britannique, spécialiste du jardinage, cryptanalyste de Bletchley Park pendant la Seconde Guerre mondiale.

## Biographie
Née Mavis Lilian Lever, elle est élevée à Norbury, dans le Grand Londres, puis dans un couvent de Croydon. En 1939, alors qu'elle est étudiante en mathématiques à l'University College de Londres, elle est recrutée par le Government Code and Cypher School, bureau britannique responsable de l'interception et du déchiffrage des communications étrangères. Assistante de Dilly Knox, elle est à l'origine du décryptage qui permet la victoire navale du Cap Matapan,,. En 1942, elle épouse un collègue, Keith Batey,.
Après 1945, Mavis travaille quelque temps au Diplomatic Service, avant d'élever trois enfants. Elle publie plusieurs ouvrages d'histoire des jardins, mais aussi de Bletchley Park. Présidente de la Garden History Society, elle en devient la secrétaire en 1971,.

## Distinctions
- 1985 : médaille commémorative Veitch
- 1987 : membre de l'ordre de l'Empire britannique (MBE)

## Publications
- (en) From Bletchley with Love, 1968
- (en) Alice's Adventures in Oxford, Pitkin Pictorials, 1980 (ISBN 978-0-85372-295-3)
- (en) Oxford Gardens : the university's influence on garden history, 1982
- (en) Nuneham Courtenay : An Oxfordshire 18th-century Deserted Village, 1983
- (en) Reader's Digest Guide to Creative Gardening, 1984
- (en) The Historic Gardens of Oxford & Cambridge, 1989
- (en) The English Garden Tour : A View Into the Past, John Murray, 1990, 312 p. (ISBN 978-0-7195-4775-1)
- (en) Horace Walpole as Modern Garden Historian, 1991
- (en) Regency Gardens, Shire Books, 1995, 96 p. (ISBN 978-0-7478-0289-1)
- (en) Story of the Privy Garden at Hampton Court, 1995
- (en) Jane Austen and the English Landscape, 1996
- (en) The World of Alice, 1998
- (en) Alexander Pope : Poetry and Landscape, Barn Elms, 1999, 135 p. (ISBN 978-1-899531-05-9)
- (en) Dilly : The Man Who Broke Enigmas, 2011
- (en) The Gardens of William and Mary